# Mark Hollis (muzyk)
Mark David Hollis (ur. 4 stycznia 1955 w Londynie, zm. 25 lutego 2019) – brytyjski muzyk, wokalista i lider zespołu Talk Talk.

## Życiorys
Początkowo Hollis chciał zostać psychologiem dziecięcym. W 1975 roku porzucił edukację. Krótko po tym założył w Londynie zespół The Reaction. Zespół rozpadł się krótko po wydaniu debiutanckiego singla „I Can’t Resist” w 1977 roku. W 1981 roku Mark Hollis, Lee Harris, Paul Webb i Simon Brenner stworzyli zespół Talk Talk. Większość tekstów znajdujących się w repertuarze Talk Talk stworzył Hollis. Zespół Talk Talk rozpadł się w 1991 roku. Po rozpadzie grupy Hollis skupił się na wychowywaniu dzieci. W 1998 roku Hollis wydał debiutancki album solowy.
Jego brat, Ed Hollis, był producentem muzycznym. Ed pomógł Markowi podczas jego działalności w The Reaction oraz znalazł dla niego muzyków, z którymi Mark stworzył później Talk Talk.

## Dyskografia
Talk Talk
- The Party’s Over (1982)
- It’s My Life (1984)
- The Colour of Spring (1986)
- Spirit of Eden (1988)
- Laughing Stock (1991)
- London 1986 (1999, album koncertowy)

solowa twórczość
- Mark Hollis (1998)